# Formosa Plastics Group
Formosa Plastics Group (FPG, kinesisk: 臺塑集團; pinyin: Tái Sù Jítuán) er et taiwansk konglomerat med forretning indenfor bioteknologi, petrokemi samt udvikling og produktion af elektroniske komponenter. Datterselskaber omfatter virksomhederne VIA Technologies og Nanya Technology Corporation.
Formosa Plastics Group blev etableret i 1954.